# باردو ثودول

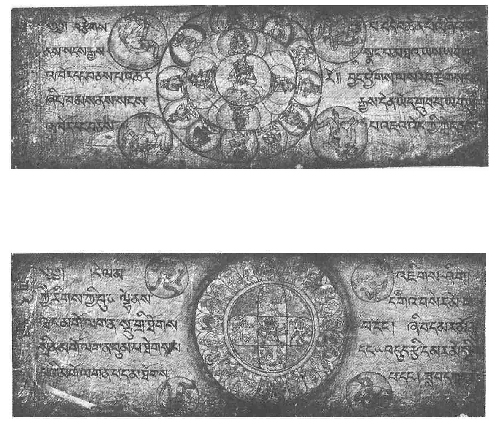
مخطوطة باردو ثودول.

باردو ثودول، والمعروف في الغرب باسم كتاب الموتى التبتي، هو نص من مجموعة من التعاليم، كشفت عنها كارما لينجبا (مواليد 1326-1386). هو أفضل عمل معروف لأدب نيينغما.
يصف النص التبتي، ويهدف إلى توجيه المرء من خلال التجارب التي يمر بها الوعي بعد الموت، في باردو، الفترة الفاصلة بين الموت والولادة التالية. يتضمن النص أيضًا فصولًا حول علامات الموت والطقوس التي يجب القيام بها عندما يقترب الموت أو يحدث.